# AHT Gelditu! Elkarlana
AHT Gelditu! Elkarlana és el nom de la plataforma del País Basc contra el Tren d'Alta Velocitat (AHT, en èuscar). Inclou onze sindicats, moviments socials, grups ecologistes, partits polítics, municipis, col·lectius i persones afectades. Es va crear el 15 de març de 2001 amb els següents principis:
- Oposició absoluta als projectes de l'AHT que es duen a terme al País Basc (Y basca, Corredor de Navarra i TGV).[2] L'AHT és un projecte antiecològic, antisocial, malbaratador i inadequat per al País Basc. Considerem que l'AHT és inacceptable per les greus conseqüències ecològiques, socials i econòmiques que tindria, així com pels seus efectes sobre l'agricultura i l'equilibri del territori.
- Denúncia ferma del procediment seguit per dur a terme el projecte de l'AHT. El projecte de l'AHT es duu a terme sense cap mena de transparència informativa ni participació social. En aquest sentit, reconeixem l'oposició social generalitzada a l'AHT i exigim als municipis que reconeguin el dret de veto que perjudicaria greument el projecte.
- Més enllà del projecte de l'AHT, es proclama la necessitat de qüestionar el transport, l'organització territorial i els models socials que ens estan imposant les institucions i dur a terme la seva profunda transformació.[3]

Des de llavors, AHT Gelditu! Elkarlanak ha dut a terme i ha impulsat múltiples iniciatives: mobilitzacions i accions informatives, presentació de recursos, enquestes d'opinió pública... Totes amb el mateix objectiu: aturar el projecte de l'AHT.